# Dorsale Wegener
La dorsale Wegener è una catena montuosa situata nella Terra di Palmer, in Antartide. Estesa davanti al confine tra la costa di Lassiter e la costa di Black per circa 85 km in direzione ovest-nordovest/est-sudest e larga circa 35 km, questa catena montuosa è delimitata a nord dal ghiacciaio Maury, che la divide dai monti Du Toit, e a sud dal ghiacciaio Fenton, che la separa dalla dorsale Carey, mentre raggiunge la sua massima altitudine, di circa 1800 m s.l.m., nella parte centrale.

## Storia
La dorsale Wegener è stata scoperta e fotografata per la prima volta durante una ricognizione svolta nel corso della spedizione del Programma Antartico degli Stati Uniti d'America condotta nel 1939-41 al comando di Richard Evelyn Byrd. Fotografata e mappata più dettagliatamente dai membri dello United States Geological Survey grazie a fotografie aeree scattate dalla marina militare statunitense durante ricognizioni effettuate tra il 1966 e il 1969, la formazione è stata poi così battezzata dal comitato consultivo dei nomi antartici in onore del geologo tedesco Alfred Wegener, ricordato soprattutto per aver formulato, nel 1912, la teoria della deriva dei continenti.